# 1890年のメジャーリーグベースボール
以下は、メジャーリーグベースボール（MLB）における1890年のできごとを記す。
アメリカン・アソシエーションではルイビル・カーネルズが唯一の優勝を、ナショナルリーグではこの年にアメリカン・アソシエーションから移ってきたブルックリン・ブライドグルームス（後のドジャーズ）がナショナルリーグとして初の優勝となり、この年に誕生したプレイヤーズ・リーグではボストン・レッズが優勝したがこの年限りのシーズンであった。
1889年のメジャーリーグベースボール - 1890年のメジャーリーグベースボール - 1891年のメジャーリーグベースボール

## できごと

### プレイヤーズ・リーグの誕生と挫折
前年12月に創設されたプレイヤーズ・リーグはナショナルリーグとアメリカン・アソシエーションから選手を引き抜き、ナショナルリーグの優秀なプレーヤーはキャップ・アンソンを除いてめぼしい選手はプレイヤーズ・リーグに移ったという。そこでナショナルリーグはマイナーリーグから選手を補充したり、給料の増額を提示して脱退した選手の取り戻しを図り徹底的な切り崩しを行ったためプレイヤーズ・リーグはたちまち窮地に立たされることになった。
プレイヤーズ・リーグの球団は8球団のうちボストン・ニューヨーク・ブルックリン・シカゴ・フィラデルフィア・ピッツバーグ・クリーブランドの7球団が、既にナショナルリーグとアメリカン・アソシエーションのチームが本拠地とする都市で競合していた。ニューヨークは同じジャイアンツの名称の球団が2つとなり、フィラデルフィアも同じアスレチックスの名称の球団が2つで3リーグ3球団あり、ブルックリンも3リーグ3球団あり、しかも既存のリーグから同じ都市の新チームに移って来た選手も多く混乱していた。そして選手以外に資金を提供していたリーグのスポンサーと間もなく不和となり、わずか1年でプレイヤーズ・リーグはシーズン終了後に解散した。そしてプレイヤーズ・リーグの解散はその余波でナショナルリーグとアメリカン・アソシエーションとの間で選手の移動に関しての対立を生み、翌1891年に事態は進んだ。

### ブルックリンとシンシナティのナショナルリーグへの移動
新しいリーグへの対抗策としてナショナルリーグは、前年までアメリカン・アソシエーションに加盟していたブルックリン・ブライドグルームス(前年の優勝チーム)とシンシナティ・レッドストッキングス(この年レッズと改称)がアメリカン・アソシエーションを脱退したことでこの2球団を加え、代わりに前年7位と最下位であったインディアナポリス・フージャーズとワシントン・ナショナルズ (1886-1889年)を切った。前年にニューヨーク・ジャイアンツと全米選手権を戦ったブルックリン・ブライドグルームスはこの年ナショナルリーグで優勝し、後にドジャースに改称し、1894年にブルックリン市がニューヨーク市と統合されてナショナルリーグで同じ大都市ニューヨークを本拠としたドジャースとジャイアンツの2球団は、この時から同じ都市で同じリーグでのライバルとしてしのぎを削り、1920年代からのニューヨーク・ヤンキースの強大化とともにニューヨークを盛り上げて、1958年に東海岸へ本拠地移動するまで続いた。

#### 同一都市の球団競合
- ブルックリン
  - ブルックリン・ブライドグルームズーー(前年までアメリカン・アソシエーションに所属。この年からナショナルリーグに移った)
  - ブルックリン・グラディエイターズーー(ブライドグルームズがナショナルリーグに移ったため急遽アメリカン・アソシエーションに参加。この年のシーズン途中で破綻)
  - ブルックリン・ワンダーズーー(プレイヤーズ・リーグ。モンテ・ウォードが所有しナショナルリーグの有力選手が集まったがこの年限りで解散)
- ニューヨーク
  - ニューヨーク・ジャイアンツーー(ナショナルリーグ)
  - ニューヨーク・ジャイアンツ(1890年)ーー(プレイヤーズ・リーグ。ナショナルリーグのジャイアンツから有力選手が移って来たがこの年限りで解散したため元のジャイアンツに戻った)
- ボストン
  - ボストン・レッズーー(プレイヤーズ・リーグ。キング・ケリー監督に有力選手が集まり、同年に優勝。翌年アメリカン・アソシエーションに加盟し再び優勝したが解散)
  - ボストン・ビーンイーターズーー(ナショナルリーグ。後のブレーブス)
- フィラデルフィア
  - フィラデルフィア・フィリーズーー(ナショナルリーグ)
  - フィラデルフィア・アスレチックス (1882-1890年)ーー(アメリカン・アソシエーション。この年に解散)
  - フィラデルフィア・アスレチックス (1890-1891年)ーー(プレイヤーズ・リーグ。翌年アメリカン・アソシエーションに加盟したが解散)
- シカゴ
  - シカゴ・コルツーー(ナショナルリーグ。元のホワイトストッキングスでこの年からコルツに改称。後のカブス)
  - シカゴ・パイレーツーー(プレイヤーズ・リーグ。シカゴとセントルイスからヒュー・ダフィー、ティップ・オニールら有力選手を集めたが、翌年コルツに吸収合併)

### 最後の全米選手権
ナショナルリーグ優勝チームのブルックリン・ブライドグルームス（現在のロサンゼルス・ドジャース）とアメリカン・アソシエーション優勝チームのルイビル・カーネルズ（その後カーネルズはナショナルリーグに加盟し1899年に消滅）はシーズン終了後に全米選手権に進出して、3勝3敗1引き分けであった。プレイヤーズ・リーグ優勝のボストン・レッズは不参加であった。この19世紀のワールドシリーズはこれが最後となった。

### サイ・ヤング
この年、ナショナルリーグの7位に終わったクリーブランド・スパイダーズ（後に1899年に解散）に、オハイオの田舎から出てきた23歳の若者がデビューした。名前はサイ・ヤング。シカゴ・コルツ（1876年からホワイトストッキングス、この年からコルツ、1897年にオーファンズ、そして1902年から現在までカブス）を相手にわずか3安打に抑えて無四球で8対1で勝ったのが初勝利であった。この時にシカゴ・コルツの監督をしていたのは19世紀を代表する名選手のキャップ・アンソンで、選手兼任だったアンソンはこの試合でヤングに2三振を食らっていた。すぐにスパイダースに「まだまだ粗削りの投手ですぐにはおたくのチームには役立たない。1000ドル出すからうちに預けてくれないか」と持ち掛けた。しかしスパイダースは「あなたが2三振したので、その1000ドルは取っておいて下さい。あの田舎者は手放しませんから」と断固拒否したという。ヤングは翌年27勝を上げ、その次の年には36勝をあげて防御率1.93で頭角を現した。後にスパイダースのオーナーがセントルイス・ブラウンズ（後のカージナルス）を買収した時にカージナルスに移り、そして1901年にアメリカンリーグのボストン・アメリカンズ（後のレッドソックス）に移籍して1903年の初のワールドシリーズ第1戦で先発投手となった。

### 記録
- 6月4日にティム・キーフが史上2人目の300勝を達成し、 8月11日には　ミッキー・ウェルチが史上3人目の300勝を達成した。

## 最終成績
| 順 | チーム                           | 勝利 | 敗戦 | 勝率 | G差  |
| -- | -------------------------------- | ---- | ---- | ---- | ---- |
| 1  | ルイビル・カーネルズ             | 88   | 44   | .667 | --   |
| 2  | コロンバス・ソロンズ             | 79   | 55   | .590 | 10.0 |
| 3  | セントルイス・ブラウンズ         | 78   | 58   | .574 | 12.0 |
| 4  | トレド・マウミーズ               | 68   | 64   | .515 | 20.0 |
| 5  | ロチェスター・ブロンコス         | 63   | 63   | .500 | 22.0 |
| 6  | ボルチモア・オリオールズ         | 15   | 19   | .441 | 24.0 |
| 7  | シラキュース・スターズ           | 55   | 72   | .433 | 30.5 |
| 8  | フィラデルフィア・アスレチックス | 54   | 78   | .409 | 34.0 |
| 9  | ブルックリン・グラディエイターズ | 26   | 73   | .263 | 45.5 |

| 順 | チーム                           | 勝利 | 敗戦 | 勝率 | G差  |
| -- | -------------------------------- | ---- | ---- | ---- | ---- |
| 1  | ブルックリン・ブライドグルームズ | 86   | 43   | .667 | --   |
| 2  | シカゴ・コルツ                   | 83   | 53   | .610 | 6.5  |
| 3  | フィラデルフィア・フィリーズ     | 78   | 53   | .595 | 9.0  |
| 4  | シンシナティ・レッズ             | 77   | 55   | .583 | 10.5 |
| 5  | ボストン・ビーンイーターズ       | 76   | 57   | .571 | 12.0 |
| 6  | ニューヨーク・ジャイアンツ       | 63   | 68   | .481 | 24.0 |
| 7  | クリーブランド・スパイダーズ     | 44   | 88   | .333 | 43.5 |
| 8  | ピッツバーグ・パイレーツ         | 23   | 113  | .169 | 66.5 |

### プレイヤーズ・リーグ
| 順 | チーム                           | 勝利 | 敗戦 | 勝率  | G差  |
| -- | -------------------------------- | ---- | ---- | ----- | ---- |
| 1  | ボストン・レッズ                 | 81   | 48   | .628  | --   |
| 2  | ブルックリン・ワンダーズ         | 76   | 56   | .576  | 6.5  |
| 3  | ニューヨーク・ジャイアンツ       | 74   | 57   | .565  | 8.0  |
| 4  | シカゴ・パイレーツ               | 75   | 62   | 0.547 | 10.0 |
| 5  | フィラデルフィア・アスレチックス | 68   | 63   | .519  | 14.0 |
| 6  | ピッツバーグ・バーガーズ         | 60   | 68   | .469  | 20.5 |
| 7  | クリーブランド・インファンツ     | 55   | 75   | .423  | 26.5 |
| 8  | バッファロー・バイソンズ         | 36   | 96   | .273  | 46.5 |

## 個人タイトル

### アメリカン・アソシエーション
| 項目   | 選手                       | 記録 |
| ------ | -------------------------- | ---- |
| 打率   | チキン・ウルフ (LOU)       | .363 |
| 本塁打 | カウント・コンパウ (STL)   | 9    |
| 打点   | スパッド・ジョンソン (COL) | 113  |
| 得点   | ジム・マクタマニー (COL)   | 140  |
| 安打   | チキン・ウルフ (LOU)       | 197  |
| 盗塁   | トミー・マッカーシー (STL) | 52   |

| 項目   | 選手                             | 記録 |
| ------ | -------------------------------- | ---- |
| 勝利   | セイディー・マクマホン (PHA/BAL) | 36   |
| 防御率 | スコット・ストラットン (LOU)     | 2.36 |
| 奪三振 | セイディー・マクマホン (PHA/BAL) | 291  |
| 投球回 | セイディー・マクマホン (PHA/BAL) | 509  |
| セーブ | アーブ・グッドール (LOU)         | 3    |

### ナショナルリーグ
| 項目   | 選手                         | 記録 |
| ------ | ---------------------------- | ---- |
| 打率   | ジャック・グラスコック (NYG) | .336 |
| 本塁打 | ウォルト・ウィルモット (CHC) | 13   |
| 本塁打 | マイク・ティアマン (NYG)     | 13   |
| 本塁打 | オイスター・バーンズ (BRO)   | 13   |
| 打点   | オイスター・バーンズ (BRO)   | 128  |
| 得点   | ハブ・コリンズ (BRO)         | 148  |
| 安打   | サム・トンプソン (PHI)       | 172  |
| 安打   | ジャック・グラスコック (NYG) | 172  |
| 盗塁   | ビリー・ハミルトン (PHI)     | 102  |

| 項目   | 選手                     | 記録  |
| ------ | ------------------------ | ----- |
| 勝利   | ビル・ハッチソン (CHC)   | 41    |
| 防御率 | ビリー・ラインズ (CIN)   | 1.95  |
| 奪三振 | エイモス・ルーシー (NYG) | 341   |
| 投球回 | ビル・ハッチソン (CHC)   | 603.0 |
| セーブ | ビル・ハッチソン (CHC)   | 2     |
| セーブ | キッド・グリーソン (PHI) | 2     |
| セーブ | デーブ・ファツ (BRO)     | 2     |

### プレイヤーズ・リーグ
| 項目   | 選手                           | 記録 |
| ------ | ------------------------------ | ---- |
| 打率   | ピート・ブラウニング (CLE)     | .373 |
| 本塁打 | ロジャー・コナー (NYI)         | 14   |
| 打点   | ハーディ・リチャードソン (BOS) | 146  |
| 得点   | ヒュー・ダフィー (CHI)         | 161  |
| 安打   | ヒュー・ダフィー (CHII)        | 191  |
| 盗塁   | ハリー・ストービー (BOS)       | 97   |

| 項目   | 選手                         | 記録  |
| ------ | ---------------------------- | ----- |
| 勝利   | マーク・ボールドウィン (CHI) | 33    |
| 防御率 | シルバー・キング (CHI)       | 2.69  |
| 奪三振 | マーク・ボールドウィン (CHI) | 206   |
| 投球回 | マーク・ボールドウィン (CHI) | 492.0 |
| セーブ | ハンク・オーデイ (NYI)       | 3     |
| セーブ | ジョージ・ヘミング (CLE/BWW) | 3     |

## 参考
- ナショナルリーグ順位表
- アメリカン・アソシエーション順位表
- プレイヤーズ・リーグ順位表